# Саво Сокановић
Саво Сокановић (Мало Поље код Хан Пијесака, 27. јануар 1951) је пензионисани генерал-потпуковник Војске Републике Српске и учесник рата у Босни и Херцеговини (1992-1995) на простору Босне и Херцеговине.

## Војна каријера
Генерал-потпуковник Саво (Војислава) Сокановић, рођен је 27. јануара 1951. године у селу Мало Поље, општина Хан Пијесак. До 1992. године био је официр ЈНА, а са избијањем грађанског рата у Босни и Херцеговини приступа оснивању Војске Републике Српске.
У Војсци Републике Српске обављао је следеће дужности:
- начелник Управе за морал и информисање у Сектору за морал, вјерске и правне послове Главног штаба ВРС;
- начелник Сектора за морал, вјерске и правне послове и уједно и помоћник начелника Генералштаба ВРС;
- начелник војног кабинета и уједно савјетник Предсједника Републике Српске.

Након рата, био је један од тројице руководилаца Секретаријата Сталног комитета за војна питања Босне и Херцеговине и савјетник министра одбране Босне и Херцеговине. У чин генерал-мајора унапређен је 28. октобра 1998. године, а у чин генерал-потпуковника 20. марта 2001. године.
Након пензионисања, преселио се у Србију, гдје и сад живи.